# Plantago media
El llantén mediano (Plantago media)  es una especie de planta herbácea natural de toda Europa, Norteamérica, norte de África y Asia.

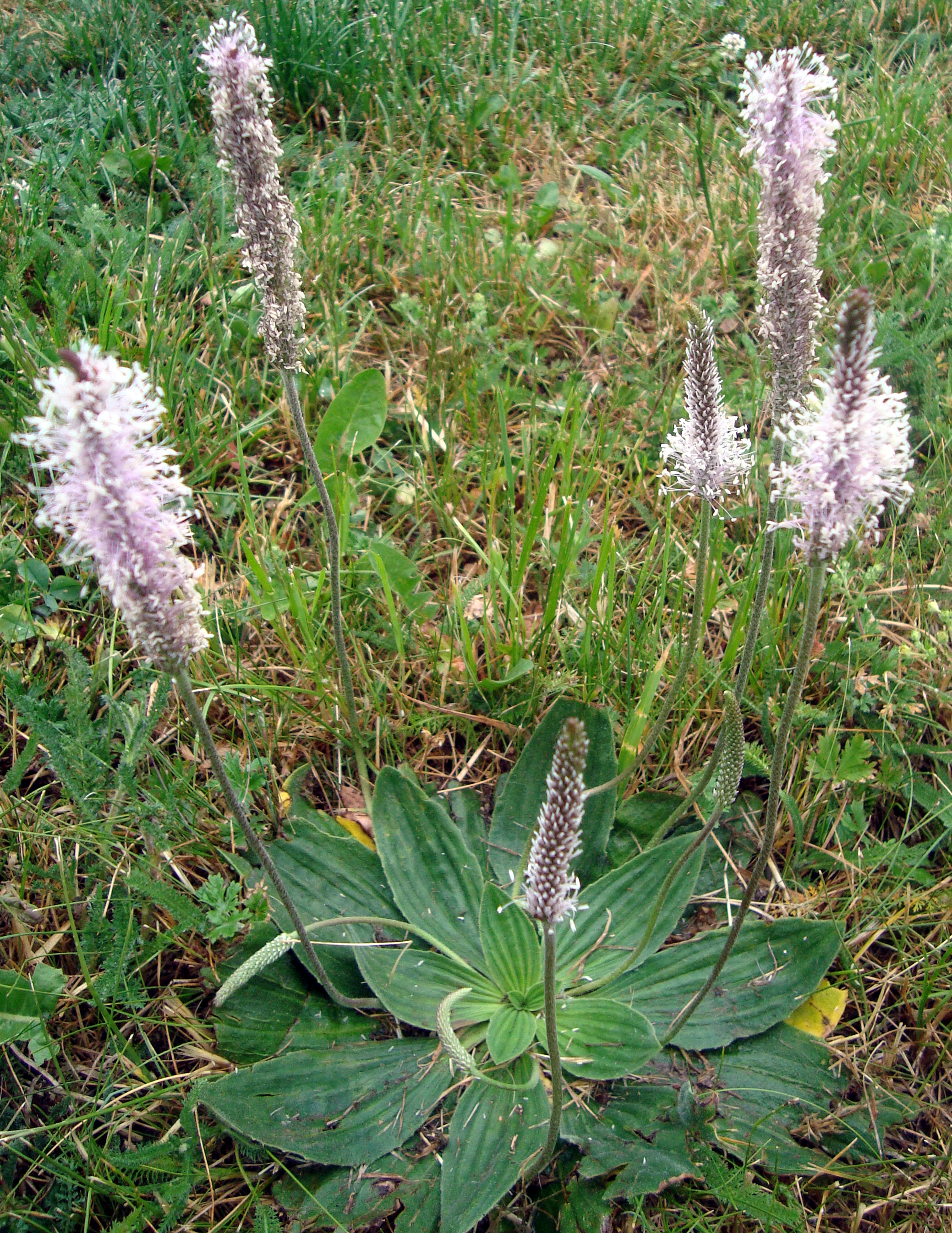
Vista de la planta

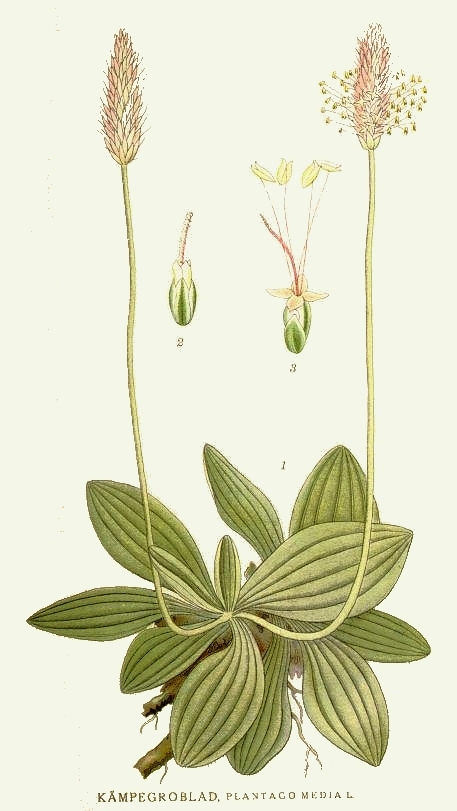
Ilustración

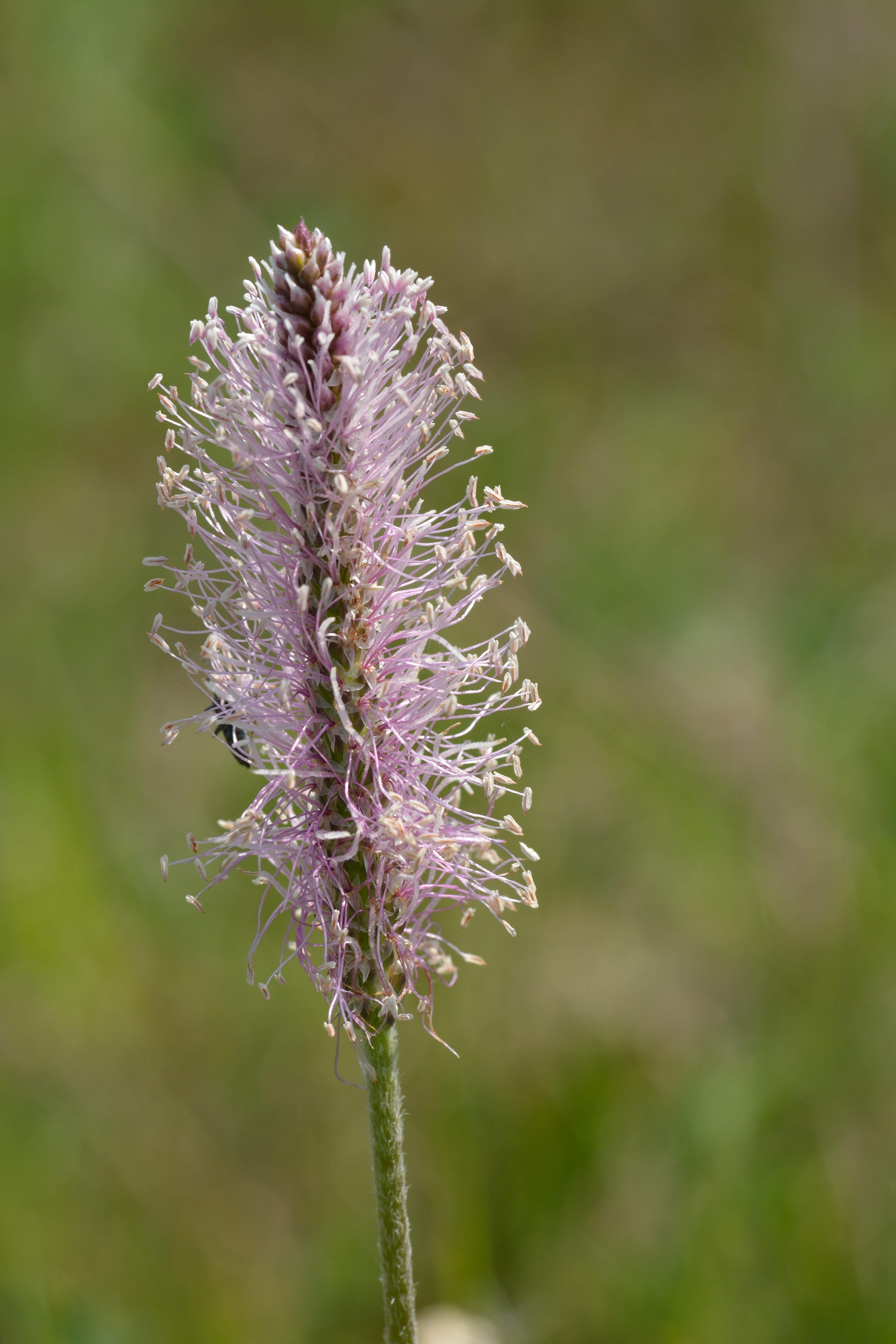
Inflorescencia

## Descripción
Es una planta herbácea perenne con el tallo no ramificado. Alcanza los 30-50 cm de altura. Tiene un rizoma corto con muchas raicillas de color amarillo. Las hojas, salen de una roseta basal con 3 a 7  nerviaciones longitudinales que se estrechan y continúan en el peciolo, corto y plano, tiene un limbo elíptico. Las flores, de color verde blancuzco, se producen en densas espigas cilíndricas que aparecen en mayo-octubre. El fruto es un pixidio. Las semillas son de color pardo.

## Propiedades
- Las semillas cocidas sirven como emolientes y laxantes.
- Contiene mucílagos y ácido silícico que se utiliza como remedio pectoral.
- Es diurético, expectorante, emoliente y cicatrizante.
- Se utiliza cocido en jarabe o extracto para combatir los catarros, bronquitis y asma.
- Por vía externa en forma de compresas para tratar quemaduras y úlceras.
- En gargarismo alivia las anginas.
- En colirios se usa para la conjuntivitis y la inflamación de los párpados.

## Taxonomía
Plantago media fue descrita por (Carlos Linneo y publicado en Species Plantarum 1: 113. 1753.
Citología
Número de cromosomas de Plantago media (Fam. Plantaginaceae) y táxones infraespecíficos: 2n=12, 24
Etimología
Plantago: nombre genérico que deriva de  plantago = muy principalmente, nombre de varias especies del género Plantago L. (Plantaginaceae) –relacionado con la palabra latina planta, -ae f. = "planta del pie"; por la forma de las hojas, según dicen–. Así, Ambrosini (1666) nos cuenta: “Es llamada Plantago por los autores latinos, vocablo que toman de la planta del pie (a causa de la anchura de sus hojas, las que recuerdan la planta del pie; y asimismo porque las hojas tienen líneas como hechas con arado, semejantes a las que vemos en la planta del pie)”
media: epíteto latino que significa "intermedia".
Sinonimia
- Arnoglossum incanum Gray	[6]

## Nombre común
- Castellano: alpiste borde, hierba para dolores, hierba para el sudor de pies, hoja de lantén (2), hoja de llantén, hoja del antel, lantel, lantén, llantel, llanten, llanten medio, llantén (8), llantén blanquecino, llantén mediano (9), morro llitón, plantago, plantaina.[7] El número entre paréntesis indica el número de especies con el mismo nombre común.